# ثقابة الذرة الأوروبية
ثقّابة الذرة الأوروبية هي حشرة خطيرة تصيب الذرة موطنها أوروبا وانتقلت إلى أمريكا الشمالية، حيث تتسبب بأضرار تقدر بمليار دولار سنوياً للقطاع الزراعي في الولايات المتحدة (ثمانمائة مليون نتيجة الخسارة في المحصول ومائتا مليون نفقات المكافحة). تحفر اليرقة داخل سوق النبات وتتغذى عليه صعوداً ثم تخرج وتنتقل إلى الكيزان لتتغذى على الحبوب. الحشرة البالغة عبارة عن عثة. تشمل الأضرار ضعف وتقصف (انكسار) الساق تحت أي ضغط من رياح أو مطر غزير أو حيوان بفعل تجويفه من الداخل إضافة إلى الضرر في الكيزان.

عثة ثقابة الذرة الأوروبية.

## معرض صور

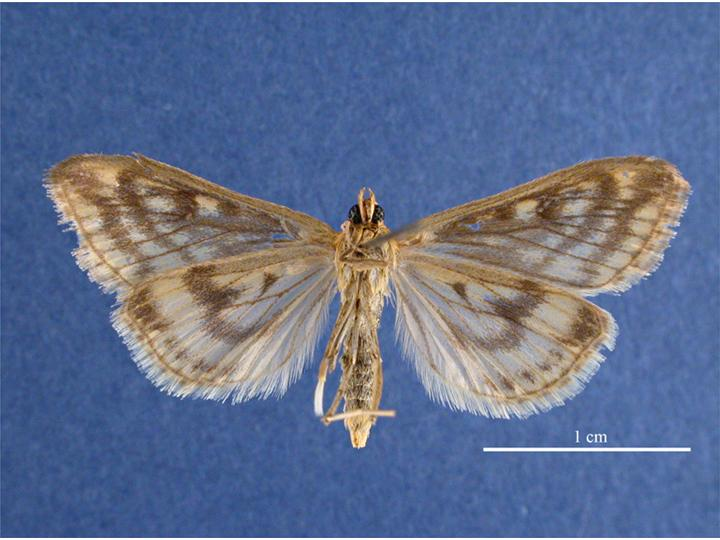
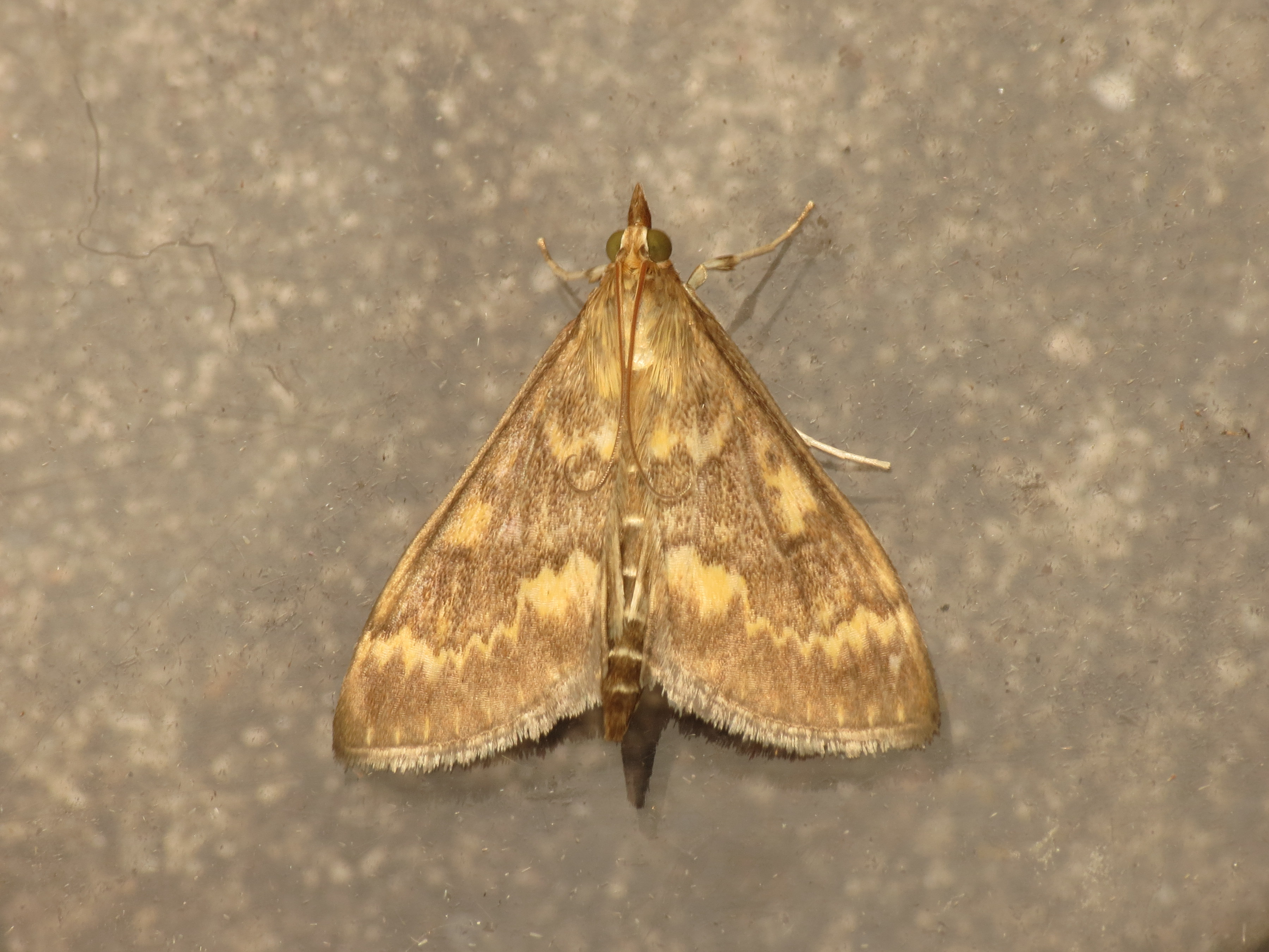
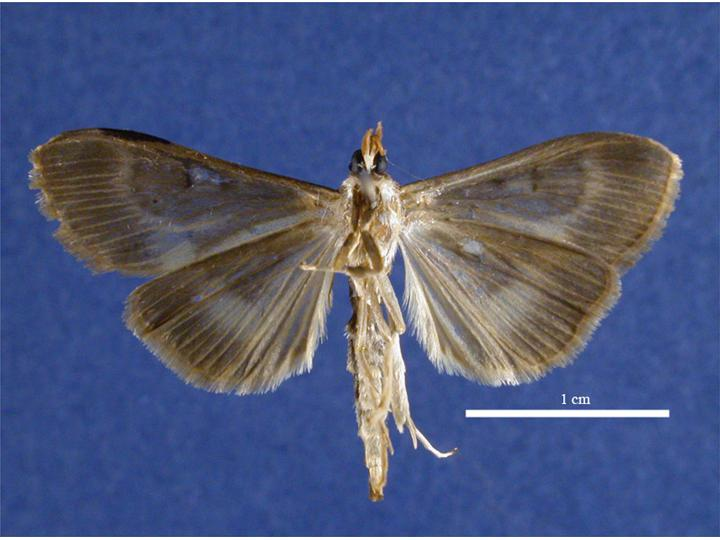
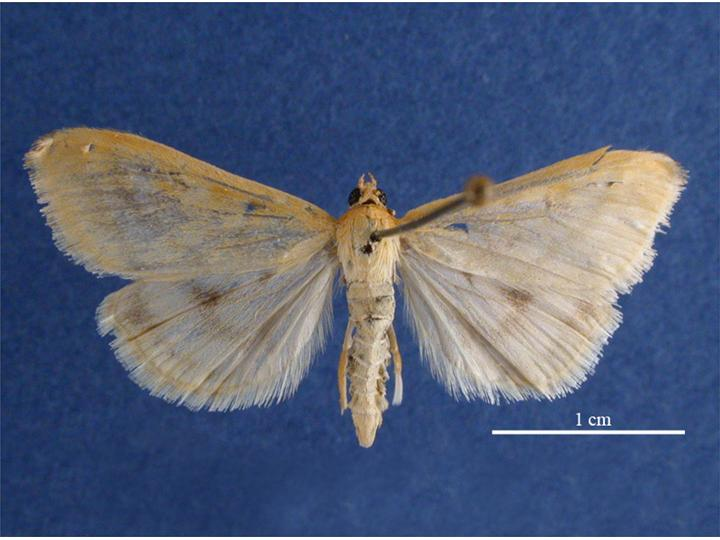
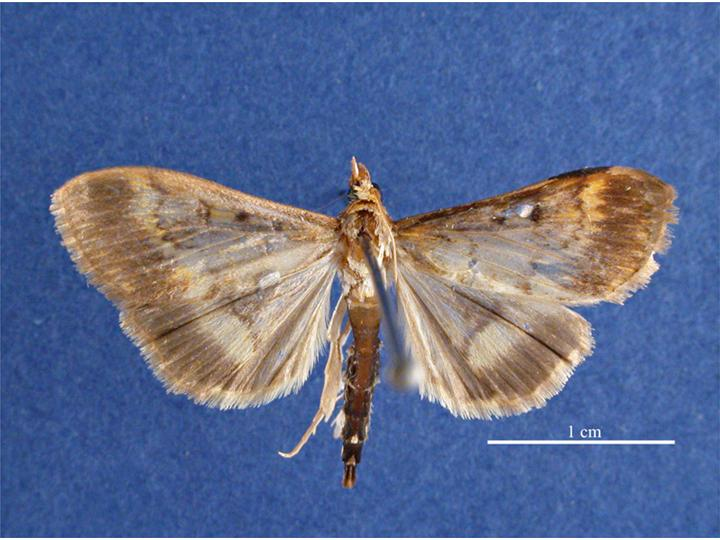
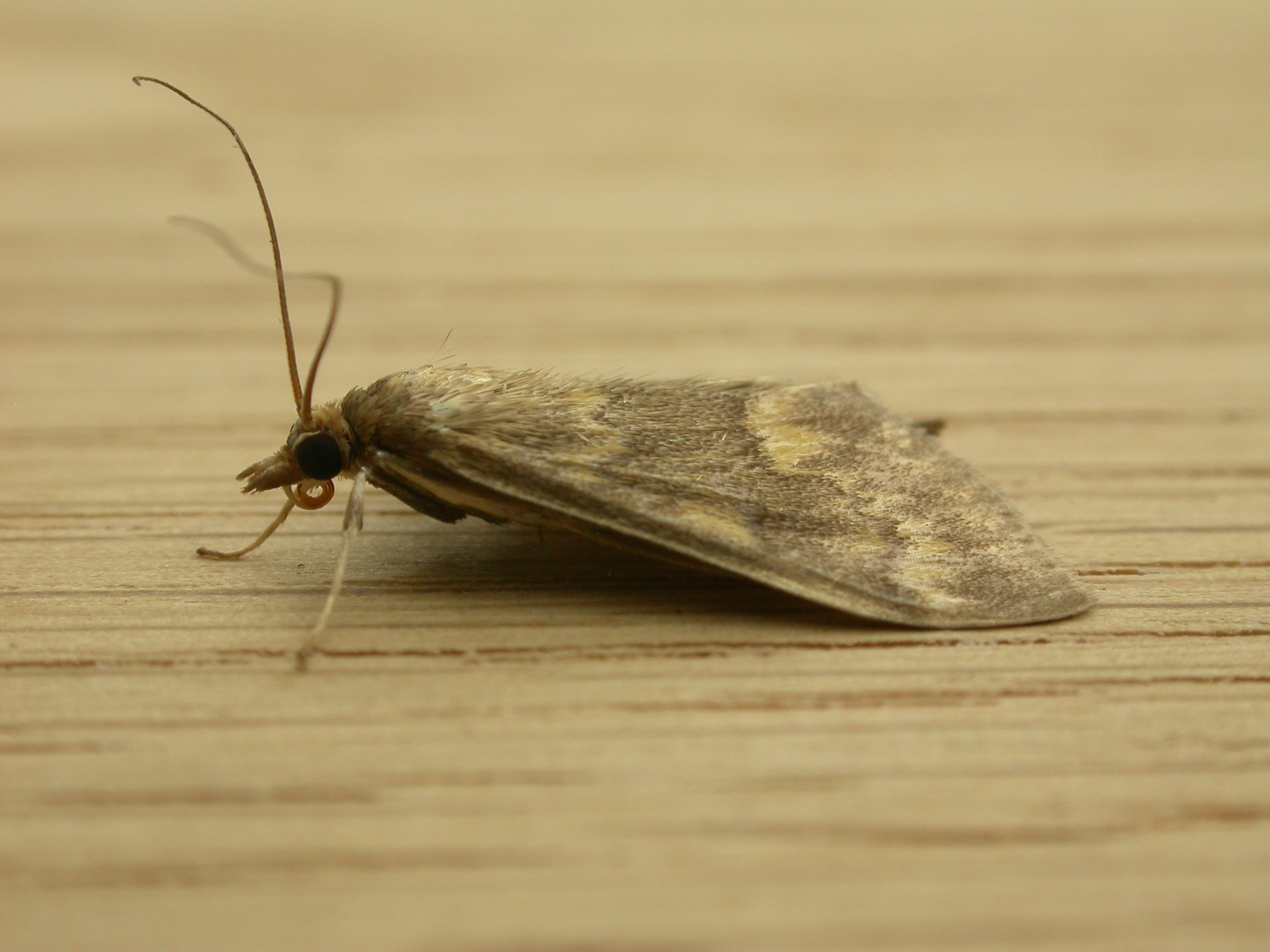